# Diascia patens
Diascia patens là một loài thực vật có hoa trong họ Huyền sâm. Loài này được (Thunb.) Grant ex Fourc. mô tả khoa học đầu tiên năm 1941.